# Matteo Albertone
Matteo Francesco Albertone (Alexandrie, 29 mars 1840 - Rome, 13 février 1919) était un général italien. Général de division du Regio Esercito (Armée royale italienne), il participe à la bataille d'Adoua à la tête d'une brigade d'ascendants érythréens ; après une résistance valable, son unité est détruite et il est fait prisonnier.

## Biographie

### Carrière militaire
Piémontais, comme la plupart des soldats savoyards du XIXe siècle, Matteo Albertone quitte l'académie militaire en 1861 avec le grade de sous-lieutenant (sottotenente) dans les Bersaglieri. Dans les premières années, il participe à la campagne contre le brigandage en Italie du Sud, puis à la troisième guerre d'indépendance en 1866 et à la prise de Rome en 1870. Dans les années qui suivent, il est nommé capitaine (capitano) dans le corps d'état-major général et enseigne l'art militaire à l'École de guerre. En 1888, il se voit confier le commandement du Ier régiment de "chasseurs africains" du Corps spécial d'Afrique, puis, jusqu'en 1890, le commandement du contingent stationné à Massawa. La même année, il est rapatrié en Italie.

### La guerre en Abyssinie
En 1895, coïncidant avec la reprise des hostilités entre les troupes italiennes stationnées dans la colonie érythréenne et les Abyssins du Négus Ménélik II, Albertone est renvoyé en Afrique avec le grade de général de division (generale di divisione ) et prend le commandement de la brigade indigène, formée par les àscari, des soldats érythréens pour la plupart, qui combattent aux côtés des Italiens pour une somme modique. Parfois, les ascari ont fait preuve de déloyauté envers les officiers italiens, trahissant et se livrant au ras abyssin, surtout après des défaites, mais il existe d'innombrables cas d'ascari qui ont combattu loyalement aux côtés des soldats italiens. Albertone succède au général Giuseppe Arimondi à la tête de la brigade indigène.
En janvier 1895, les troupes italiennes, commandées par le général Oreste Baratieri, se heurtent à celles du ras Mangascià et, après un combat acharné, l'armée ennemie est décimée par la lourde canonnade des Italiens. Dans les mois qui suivent, Baratieri progresse de manière décisive vers le Tigré et, à l'automne, on peut dire que toute la région est occupée. Cependant, quelques semaines plus tard, c'est le négus Ménélik II lui-même qui revient sur le pied de guerre, dénonçant l'occupation italienne indue du Tigré, un territoire que le traité de Wouchalé (Trattato di Uccialli) attribuait à l'Éthiopie. Ménélik II rassembla une immense force pour marcher contre la colonne italienne et, au printemps 1895, son armée était prête, mais l'avance fut reportée à l'automne, lorsque la grande saison des pluies serait terminée. Au début du mois de décembre, l'armée abyssinienne, forte de 100 000 hommes, est divisée en deux sections : une au nord du lac Ascianghi sous le commandement de Ras Maconnen (30 000 hommes) et une au sud, sous le commandement du négus lui-même (70 000 hommes). Les forces italiennes, largement inférieures, sont également divisées en deux contingents : 5 000 hommes sont stationnés à Adigrat et le même nombre à Macallè.
En décembre 1895, la compagnie du major (maggiore) Pietro Toselli est isolée sur le plateau d'Amba Alagi, le général Baratieri ayant empêché Arimondi d'envoyer des secours. Les quelques survivants, rassemblés par le général Arimondi, se replient sur Adigrat, tandis que les troupes abyssines assiègent le fort de Macallè, dont la garnison est tenue par le lieutenant-colonel (tenente colonnello) Giuseppe Galliano. Dans les derniers jours de février, les provisions de l'armée italienne étaient si faibles qu'elles ne pouvaient tenir que quelques jours de plus. Il fallait donc soit battre en retraite, soit tenter, par une avancée sur Adoua, d'ouvrir la route de ravitaillement la plus courte vers les entrepôts d'Adi Ugri et d'Asmara. Baratieri est plutôt favorable à la retraite mais, après avoir entendu l'avis des autres généraux, qui sont unanimement en faveur de l'attaque, le soir du 28-29 février, il décide finalement d'affronter l'ennemi avec ses 15 000 hommes contre les plus de 120 000 de Ménélik II.

## La bataille d'Adoua

### Casus belli et stratégie
Dans la nuit du 29 février au 1er mars, le général Baratieri a décidé d'avancer depuis la position bien défendue de Saurià. L'idée était d'entraîner l'armée de Ménélik, ou du moins son arrière-garde, dans un combat acharné qui la ferait inévitablement capituler. Il a été incité à effectuer cette manœuvre risquée, afin de s'engager dans la bataille, à la suite du télégramme que le Premier ministre Francesco Crispi lui avait envoyé le 25 février : "Cotesta è una tisi militare, non una guerra" (C'est un combat militaire, pas une guerre). Le 29 février à 21 heures, l'armée se déplace en trois colonnes : à droite, la colonne dirigée par le général Vittorio Dabormida (2 500 hommes), au centre celle du général Giuseppe Arimondi (également 2 500 hommes) et à gauche celle des àscari sous le commandement du général Matteo Albertone (4 000 hommes).

### Échec du plan Baratieri
Selon les intentions du gouverneur, l'arrivée des têtes de colonne aux positions préétablies devait avoir lieu à la même heure, à 5 heures du matin le 1er mars, mais, en raison de multiples malentendus et d'un défaut de connexion, les choses se sont passées très différemment. Pendant l'approche, la brigade d'Albertone a croisé la brigade centrale d'Arimondi, qui a dû s'arrêter pour la laisser passer. La brigade d'Albertone a ensuite accéléré sa marche, arrivant vers 3 heures du matin à l'endroit prédéterminé par Baratieri pour les colonnes de jonction. Aux premières lueurs du jour, Albertone décide de reprendre l'avance, s'éloignant ainsi énormément des autres brigades italiennes. Les raisons de cette initiative n'ont jamais été éclaircies, mais il est certain que sur la carte de localisation établie par Baratieri, le point de rencontre a été désigné par erreur comme la colline Enda Chidane Meret, qui se trouve en réalité à plusieurs kilomètres plus au sud-ouest, comme l'ont précisé à Albertone les guides autochtones. A 5h30, la colonne d'Albertone atteint alors le col d'Enda Chidane Meret. L'observation de la colonne italienne a eu lieu immédiatement par les Abyssins et a eu pour effet d'alarmer tout le camp qui n'était pas loin. La brigade du général Albertone était seule, très avancée et exposée, sans possibilité de soutien de la part des autres brigades.

### Défaite du général Albertone
Le bataillon Turitto, l'avant-garde d'Albertone, fut imprudemment jeté dans l'assaut de l'ennemi et, après plus d'une heure de vaillants combats, fut décimé et contraint de se replier sur le gros de la colonne, qui fut à son tour attaquée de front et sur le flanc gauche par 30 000 hommes tentant de couper la retraite. Peu avant 7 heures du matin, Albertone, inquiet, rédige un message pour le général Baratieri, lui demandant d'intervenir. Ce dernier a ordonné à la brigade dirigée par le général Dabormida de se diriger vers le sud-ouest pour soutenir la brigade d'Albertone et à la brigade d'Arimondi de tourner également à gauche vers Monte Rajo. Le général Dabormida, dans une tentative de soulager la pression sur Albertone, pousse sa brigade dans la profonde vallée de Mariam Sciauitù, où elle se heurte à des forces ennemies bien supérieures.
À 10h30, la brigade de Dabormida, qui avait tenté sans succès d'aider Albertone, était à son tour coupée de l'armée abyssinienne. En fait, la bataille était maintenant divisée en trois batailles distinctes et indépendantes : sur le col Enda Chidane Meret, les àscari d'Albertone combattaient, sur le Mont Rajo les soldats d'Arimondi et dans la vallée de Mariam Sciauitù ceux menés par Dabormida. Dans les trois positions, l'ennemi jouit d'une supériorité numérique écrasante et les colonnes italiennes, trop éloignées les unes des autres, ne peuvent s'entraider. À 10 heures, tous les officiers étant tombés et l'artillerie perdue, les quelques survivants de la brigade d'Albertone furent contraints de se retirer en désordre, jusqu'à ce que, à 11 heures, la brigade soit complètement anéantie et que le général lui-même, épargné par le feu (un cas plus unique que rare parmi les officiers italiens), soit fait prisonnier par les Abyssins.

## Traités de paix et libération ultérieure
Après avoir anéanti les troupes des généraux Dabormida et Arimondi, également laissées sur le terrain, la bataille d'Adoua se solde par un véritable carnage pour les troupes italiennes, et le gouvernement dirigé par Francesco Crispi doit abandonner toute ambition d'expansion coloniale en Afrique orientale et démissionner. En captivité, Albertone, usé par la culpabilité de sa responsabilité personnelle dans la défaite et désespérant de la libération, tente de se suicider. Cependant, la liberté est arrivée à l'automne, après la signature de la paix d'Addis-Abeba le 26 octobre 1896. De retour chez lui, il est décoré de la médaille d'argent de la valeur militaire pour son sens profond du devoir et son courage, qui, hormis sa responsabilité personnelle dans la défaite, ne lui a pas fait défaut. En 1897, il commande brièvement la brigade "Re" et, la même année, il est placé dans l'auxiliaire à sa demande.
Il est mort à Rome le 13 février 1919, après s'être retiré depuis longtemps dans la vie privée.

## Décorations
- Médaille d'argent de la valeur militaire
- Il a commandé sa brigade avec une constance et un courage exemplaires tout au long du combat, insufflant son ardeur à ceux qui l'entouraient. Le dernier à battre en retraite, son cheval tomba d'une balle ennemie, il fut encerclé et débordé, et resta aux mains des Scioans.
- Arrêté royal du 11 mars 1898
 - Médaille d'argent de la valeur militaire
- Bosco Monticchio, 29 juillet 1864
- Arrêté royal du 20 juillet 1865
 - Chevalier de l'Ordre de la Couronne d'Italie
 - Officier de l'Ordre de la Couronne d'Italie
 - Commandeur de l'Ordre de la Couronne d'Italie
 - Chevalier de l'Ordre des Saints-Maurice-et-Lazare
 - Officier  de l'Ordre des Saints-Maurice-et-Lazare
 - Médaille commémorative des campagnes d'Afrique
 - Médaille commémorative de l'Unité italienne

## Source
- (it) Cet article est partiellement ou en totalité issu de l’article de Wikipédia en italien intitulé « Matteo Albertone » (voir la liste des auteurs).